# Provincia degli Altopiani Orientali
La  provincia degli Altopiani Orientali, in inglese Eastern Highlands Province, è una provincia della Papua Nuova Guinea appartenente alla Regione delle Terre Alte.

## Geografia fisica
La provincia comprende una zona montuosa centro-orientale dell'isola Nuova Guinea e confina con le province di Chimbu, Madang, Golfo e Morobe.

## Geografia antropica

### Suddivisioni amministrative
La provincia è suddivisa in distretti, che a loro volta sono suddivisi in aree di governo locale (Local Level Government Areas).
| Distretti                   | Capoluogo | Aree LLG             |
| --------------------------- | --------- | -------------------- |
| Distretto di Daulo          | Asaro     | Asaro-Watabung Rural |
| Distretto di Goroka         | Goroka    | Goroka Rural         |
| Distretto di Goroka         | Goroka    | Goroka Urban         |
| Distretto di Henganofi      | Henganofi | Henganofi Rural      |
| Distretto di Kainantu       | Kainantu  | Kainantu Rural       |
| Distretto di Kainantu       | Kainantu  | Kainantu Urban       |
| Distretto di Lufa           | Lufa      | Lufa Rural           |
| Distretto di Obura-Wonenara | Lamari    | Lamari Rural         |
| Distretto di Obura-Wonenara | Lamari    | Yelia Rural          |
| Distretto di Okapa          | Okapa     | Okapa Rural          |
| Distretto di Unggai-Bena    | Benna     | Unggai-Benna Rural   |